# Lion-Peugeot
Лион-Пежо (фр. Lion-Peugeot) некадашњи је француски произвођач аутомобила. То је име под којим су 1906 године Роберт Пежо и његова два брата Жил и Пјер, основали компанију независно од Пежоа, која је почела да производи аутомобиле у селу Болије близу града Валентиње.
Године 1910. две породице су се договориле да две компаније Аутомобили Пежо (Automobiles Peugeot) и Лион-Пежо (Lion-Peugeot) споје у једну под именом Пежо (Société des Automobiles et Cycles Peugeot). Нови произвођач је наставио да користи име Лион-Пежо за мање моделе аутомобила, наслеђених од раније све до до 1916. године.

## Сукоб
Да би се разумело зашто су постојала две независне (одвојене) Пежо аутомобилске компанија, неопходно је да се познају породични односи односно породична неслагања који су кулминирала 1896. Арманд Пежо напушта породични посао у компаниј која се у том тренутку звала "Les Fils de Peugeot Frères" (Синови браће Пежо). Еуген Пежо, Армандов рођак, преузима контролу над успешним Пежовим послом производње производа за домаћинство и алата. (Више од једног века касније, Пежоов музеј приказује импресивну палету млинова за кафу и других машина за млевење.) Компанија Пежо је један од првих произвођача аутомобила, њихов први бензински аутомобил је произведен 1890. године, а стеко је велики национални публицитет 1891. године због учешћу у бициклистичком маратону Париз-Брест-Париз.
Улагање у производњу аутомобила којим би компанија променила правац развоја, далеко је већа од улагања у постојећу прозводњу. Компанија 1882. године почиње производњу делова за бицикле који је у 1890. године доживео експанзију, па се то чинило као врло добра и сигурнија инвестиција него улагање у производњу моторних возила. Стога Еуген Пежо није био спреман на промене, па се 1896. године његов рођак одвојио, и формирао компанију "Аутомобили Пежо". Рођаци су потписали споразум који је Арманду дао искључиво право за производњу Пежо аутомобила, а све изван тога је припало Еугену.
Упркос споразуму између рођака, Еуген Пежо наставља да производи бицикле, трицикле и четвороцикле, неке са моторима, а неки без. Односи са Армандом очигледно били су све гори.

## Помирење
Од 1905. године контролу над преосталим Пежовим пословима преузимају следећа генрација односно синови. Односи између нове Пежоове генерације и њиховог рођака Арманда, чија је компанија “Automobiles Peugeot” постизала велики успех, били су са мање конфронтације, пошто је Еуген све мање био активан у послу. Створили су се услови да се регулишу односе између две компаније. Компанија коју је раније контролисао Еуген пристао да плаћа милион франака годишње Арманду Пежоу, а за узврат Арманд дозвољава производњу аутомобила независно од свог “Пежо аутомобила”. Тако су 1906. почели да се продају аутомобили са знаком Лион-Пежо, а први од њих био је Лион-Пежо тип ВА.
Током следеће деценије Лион-Пежо је лансрао на тржиште неколико модела аутомобила који су произведени и продати у малим серијама не прелазећи праг од 1000 јединица. Док су Пежо аутомобили пре помирења, 1904. године, лансирали на тржиште модел Пежо Bébé и тако наставио своју успешну каријеруна аутомобилском тржишту. Сада су концентрисали своје инвестиције и развој на моделе средње и високе класе аутомобила, остављајући Лион-Пежоу производњу малих аутомобила. Овај образац пословања две компаније остао је присутан током преосталих година мира након што су две компаније спојиле 1910 год., а бренд Лион-Пежо је коришћен све до 1916. године.
На спајање ове две компанје сигурно су утицале породине прилике у породици Пежоових. Прво је 1896. године Арманду умро син једнац, а и Еугенова смрт 1907. год. убрзала је овај процес.

## Лион-Пежо аутомобили
| Тип      | Година    | Цилиндри | Запремина | Снага | Број прозведених |
| -------- | --------- | -------- | --------- | ----- | ---------------- |
| тип ВА   | 1906–1908 | 1        | 785 cm³   | 6½ КС | око 1000         |
| тип ВЦ   | 1906–1910 | 1        | 1045 cm³  | 8½ КС | око 1000         |
| тип ВЦ1  | 1906–1910 | 1        | 1045 cm³  | 8½ КС | садржано у ВЦ    |
| тип ВЦ2  | 1909–1910 | 1        | 1045 cm³  | 9 КС  | око 1175         |
| тип ВЦ3  | 1911      | 1        | 1045 cm³  | 9 КС  | 135              |
| тип VY   | 1908–1909 | 1        | 1841 cm³  | 12 КС | 142              |
| тип VY2  | 1908–1909 | 1        | 1841 cm³  | 12 КС | садржано у VY    |
| тип В2Ц2 | 1910      | 2        | 1325 cm³  | 12 КС | 680              |
| тип V2Y2 | 1910      | 2        | 1702 cm³  | 16 КС | 300              |
| тип В2Ц3 | 1911      | 2        | 1325 cm³  | 12 КС | 520              |
| тип V2Y3 | 1911      | 2        | 1702 cm³  | 16 КС | 215              |
| тип В4Ц3 | 1912-1913 | 4        | 1725 cm³  | 9 КС  | 653              |
| тип ВД   | 1913      | 4        | 1888 cm³  | 10 КС | око 800          |
| тип В4Д  | 1914      | 4        | 1888 cm³  | 10 КС | око 700          |
| тип ВД2  | 1915      | 4        | 1888 cm³  | 10 КС | 480              |